# Thermocellio griseus
Thermocellio griseus är en kräftdjursart som beskrevs av Karl Wilhelm Verhoeff 1942B. Thermocellio griseus ingår i släktet Thermocellio och familjen Porcellionidae. Inga underarter finns listade i Catalogue of Life.